# جبن زيتي

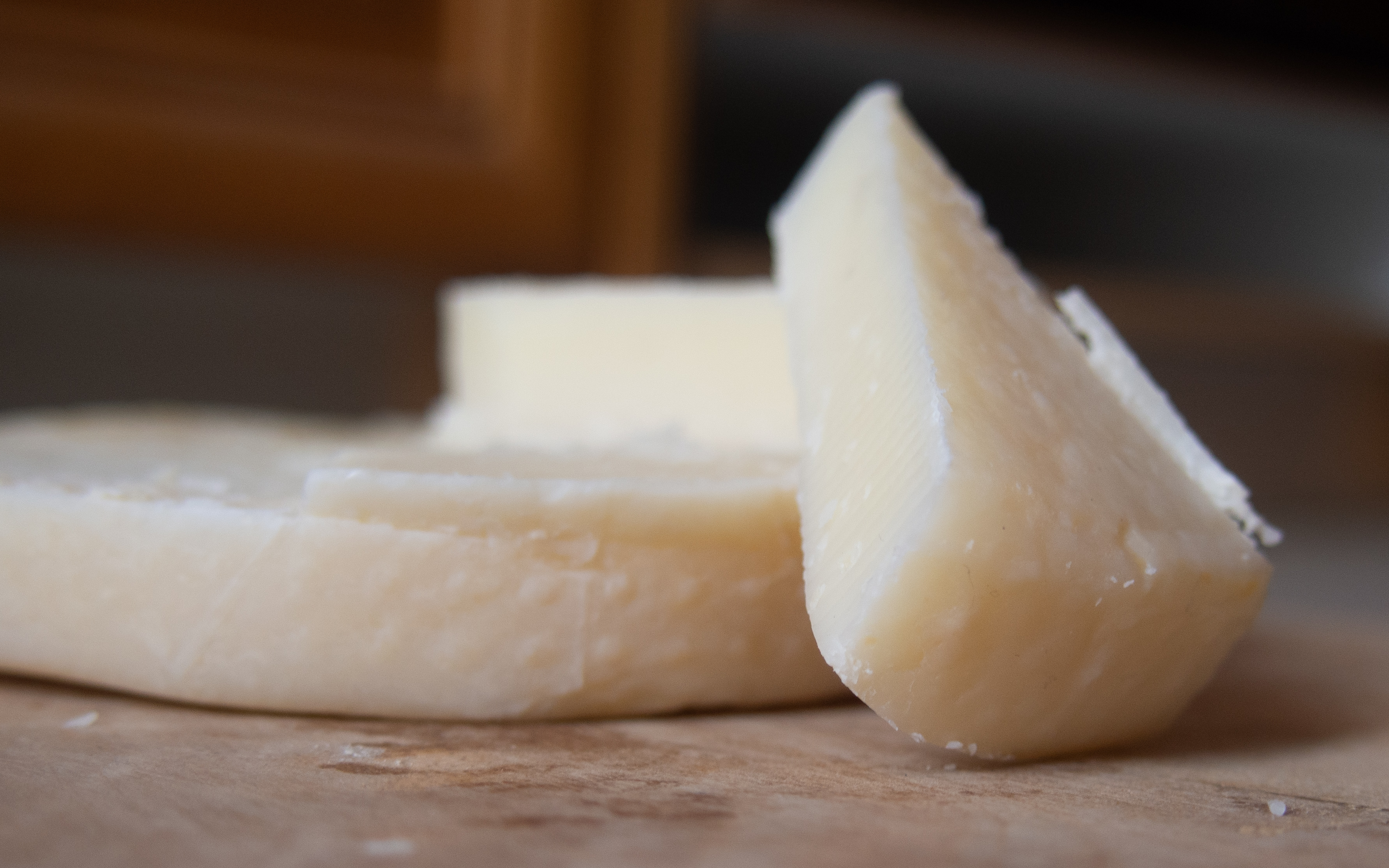

جبن زيتي (باليونانية: Λαδοτύρι Μυτιλήνης) عبارة عن جبن محمي المصدر (PDO) من اليونان، ومحفوظ في زيت زيتون ممتاز.
إنه مصنوع في جزيرة ليسبوس في جزر بحر إيجة الشمالية، وقد تم إنتاجه منذ العصور القديمة. يصنع الجبن من حليب الغنم أو من خليط من حليب الغنم وحليب الكابرين، ويجب ألا يتجاوز الأخير 30٪ من هذه المشتقات.
يشير التعيين الرسمي لهذه الجبنة إلى طريقة الصنع التالية: «يتم تخثر الحليب بمخثر مضاف عند 32-34 درجة مئوية في 30 دقيقة. ثم يتم تكسير الخثارة وإعادة تسخينها إلى 45 درجة مئوية. يتم بعد ذلك إزالة معظم مصل اللبن وضغط الخثارة في قاع الحوض لتشكيل كتلة مضغوطة. يتم تقطيعها إلى قطع يتراوح وزنها بين 5 و 7 كيلوغرامات. ثم توضع في قوالب خاصة، ويضغط عليها بقوة باليد، وتُملّح وتُنقل إلى غرفة انضاج حيث تبقى لمدة لا تقل عن 3 أشهر».
تم تعيين المصدر المحمي (PDO) في 12 يونيو 1996 من قبل الاتحاد الأوروبي، بعد القرار الوزاري رقم 313058 في اليونان، بتاريخ 18 يناير 1994.

## الأثر الثقافي
إن تربية الماشية وإنتاج الجبن (إلى جانب زراعة الزيتون) من الأمور البالغة الأهمية بالنسبة للقطاع الزراعي في جزيرة ليسبوس. جبن PDO نفسه «هو منتج رمزي للسكان المحليين مع دلالات ثقافية قوية». تعني لادوتيري «الجبن الزيتي» باللغة اليونانية؛ وكانت طريقة الحفظ هذه شائعة إلى أن أصبحت الثلاجات المنزلية شائعة في الستينات والسبعينات. ووفقا للتصنيف الرسمي، يجب أن يأتي الحليب من «الاغنام والماعز التي تغذيه تقليديا وتتكيف مع منطقة الإنتاج. ويجب أن يستند النظام الغذائي الخاص بهم إلى النباتات الموجودة في المنطقة». وأغلب الجبن المنتج يباع إلى المتاجر الكبرى وليس مباشرة من المزرعة إلى المستهلكين. وتسمى النسخة ذات السوق الشامل من الجبن «غرافييرا»، والتي انخفض استهلاكها من عام 1998 إلى عام 2005. زاد الطلب على منتج PDO خلال الفترة نفسها.